# Torneo di Wimbledon 1920
Il Torneo di Wimbledon 1920 è stata la 40ª edizione del Torneo di Wimbledon e terza prova stagionale dello Slam per il 1920.
Si è giocato sui campi in erba dell'All England Lawn Tennis and Croquet Club di Wimbledon a Londra in Gran Bretagna. 
Il torneo ha visto vincitore nel singolare maschile lo statunitense Bill Tilden
che ha sconfitto in finale in 4 set l'australiano Gerald Patterson con il punteggio di 2–6 6–2 6–3 6–4.
Nel singolare femminile si è imposta la francese Suzanne Lenglen che ha battuto in finale in 2 set la britannica Dorothea Lambert-Chambers.
Nel doppio maschile hanno trionfato Richard Norris Williams e Chuck Garland, 
il doppio femminile è stato vinto dalla coppia formata da Suzanne Lenglen e Elizabeth Ryan e 
nel doppio misto hanno vinto Suzanne Lenglen con Gerald Patterson.

## Risultati

### Singolare maschile
Bill Tilden hanno battuto in finale  Gerald Patterson con il punteggio di 2–6 6–2 6–3 6–4

### Singolare femminile
Suzanne Lenglen hanno battuto in finale  Dorothea Lambert-Chambers con il punteggio di 6–3, 6–0

### Doppio maschile
Richard Norris Williams /  Chuck Garland hanno battuto in finale  Algernon Kingscote /  James Parke con il punteggio di 4–6, 6–4, 7–5, 6–2

### Doppio femminile
Suzanne Lenglen /  Elizabeth Ryan hanno battuto in finale  Dorothea Douglass Chambers /  Ethel Larcombe con il punteggio di 6–4, 6–0	

### Doppio misto
Suzanne Lenglen /  Gerald Patterson hanno battuto in finale  Elizabeth Ryan /  Randolph Lycett con il punteggio di 7–5, 6–3